# Lieskovany
Lieskovany (in ungherese Leszkovány, in tedesco Steckensdorf o Haseldorf) è un comune della Slovacchia facente parte del distretto di Spišská Nová Ves, nella regione di Košice.